# 스위트박스

스위트박스(Sweetbox)는 1995년에 로스앤젤레스에서 프로듀서인 헤이코 슈미츠와 로베르토 "지오" 로잔에 의해 결성된 팝 음악 프로젝트 그룹이다.

## 멤버 교체
그룹에선 데뷔 이래 킴벌리 키어니를 시작으로 다시아 브리지스, 티나 해리스, 제이드 빌라론 그리고 제이미 피네다로 메인 보컬 교체.현재는 제이미 피네다이다.

## 그룹의 역사
그룹 초기인 90년대 중반엔, 킴벌리 키어니, 다시아 브리지스가 4개의 싱글앨범을 발매하였으나, 전 세계적으로 이름을 알리게 된 때는 세 번째 메인 보컬인 티나 해리스 때부터였다. Everything's Gonna Be Alright가 1997년 발매되었고, 이 때부터 그룹은 클래식 음악을 작곡의 주제로 삼았다.
2년간의 활동 끝에, 티나 해리스는 자신의 음악에 대한 열정이 예전같지 않다는 이유로 그룹에서 탈퇴했고, 제이드 빌라론이 4번째 메인 보컬로 영입되었다. 제이드 빌라론은 이 후 5개의 앨범과 아시아와 유럽의 음악 차트를 석권한 다수의 노래들을 발매했다. 약 6년간 스위트박스에서 활동한 제이드 빌라론은 제이드 발레리라는 이름으로 솔로 활동을 하기 위해 2007년에 그룹에서 탈퇴했다.
2007년 8월부터, 제이미 피네다가 스위트박스의 새로운 메인 보컬이 되었다. 2년간의 앨범 준비기간을 거치고, 프로듀서 데렉 브렘블과 함께 2009년 6월 앨범을 발매했다.

## 앨범

### 정규 앨범
- Sweetbox-Everything's Gonna Be Alright (티나 해리스가 메인 보컬인 유일한 앨범) (1998)
- Classified (제이드 빌라론의 첫 번째 앨범) (2001)
- Jade (2002)
- Adagio (2004)
- After the Lights (2005)
- Addicted (2006)
- The Next Generation (제이미 피네다의 첫 번째 앨범) (2009)
- Diamond Veil (2011)
- #Z21 (2013)
- Da Capo (2020)

### 편집 앨범
- Jade (Silver Edition) (2003)
- 13 Chapters (2004)
- Best of Sweetbox-Greatest Hits (2005)
- Raw Treasures Volume 1 (2005)
- Live [CD+DVD] (2006)
- Best of 12" Collection (2006)
- Complete Best (2007)
- Rare Tracks (2008)
- Sweet Wedding Best (2008)
- Sweet Reggae Remix (2009)